# Judy Balaban
Judith Rose Balaban (13 de octubre de 1932 - 19 de octubre de 2023) fue una actriz estadounidense y autora de The Bridesmaids: Grace Kelly and Six Intimate Friends, sobre Grace Kelly. Balaban era amiga de Kelly, a través de su matrimonio con Jay Kanter, y fue dama de honor en su boda con Rainiero III, Príncipe de Mónaco, en abril de 1956.

## Biografía
Judith Rose Balaban nació en una familia judía en Chicago, Illinois, hija de Tillie (de soltera Urkov) y Barney Balaban. Sus hermanos eran el tubista y sousafonista de jazz estadounidense Leonard "Red" Balaban y el productor y director de cine estadounidense Burt Balaban. Balaban escribió Las damas de honor: Grace Kelly y seis amigos íntimos. Apareció en el documental de Showtime Becoming Cary Grant.
Balaban estuvo casado tres veces. A principios de la década de 1950 salió con el actor Montgomery Clift. En 1953, se casó con el agente de talentos de Grace Kelly, Jay Kanter; tuvieron dos hijas, Victoria Kanter y Amy Kanter, antes de divorciarse en 1961. En 1961 se casó con el actor Tony Franciosa; tuvieron una hija, Nina Franciosa, antes de divorciarse en 1967. En 1971 se casó con el actor Don Quine; se divorciaron en 1996.
Balaban murió en un hospital de Los Ángeles el 19 de octubre de 2023, a la edad de 91 años.